# McFlurry
McFlurry  est la marque commerciale d'une crème glacée commercialisée par la chaîne de restauration rapide américaine McDonald’s.

## Historique
Le McFlurry fut inventé par un franchisé canadien de McDonald's, Ron McLellan, à Bathurst au Nouveau-Brunswick (Canada). Il fut introduit dans le menu canadien en 1997, aux États-Unis et dans d'autres pays en 1998.
Le nom McFlurry vient du mot anglais flurry, se traduisant littéralement en bourrasque.

## Présentation
Cette crème glacée est composée de lait rehaussé de friandises proposée dans un gobelet cartonné. Elle peut être agrémentée, suivant les pays, d'un nappage au chocolat noir, au chocolat blanc, au caramel, à la fraise ou au beurre de cacahuètes, saupoudré d'une garniture tirée d'une friandise. Les garnitures, sous la désignation commerciale de croquants en Europe, diffèrent d'un pays à l'autre, parmi elles figurent notamment les Daim, M&M's, Carambar, Kit Kat, Oreo, Oreo doré, Granola, Pick Up! ou Smarties.[réf. nécessaire]
Une cuillère particulière, avec un manche creux, sert de pale de mixer pour les produits mélangés. 